# US Saint-Malo
Die Union Sportive de Saint-Malo ist ein traditionsreicher französischer Fußballverein aus Saint-Malo und seiner bis 1967 selbständigen ehemaligen Nachbargemeinde Saint-Servan im bretonischen Département Côtes-d’Armor. In ihrer sportlich erfolgreichsten Zeit bis 1945 hieß sie US Saint-Servan bzw. US Servannaise; daneben wurde der Verein häufig auch als US Saint-Servan-Saint-Malo bzw. US Servannaise-Malouine bezeichnet. Die heutige Namensgebung erfolgte erst nach dem Zweiten Weltkrieg.
Seither pendelte die Ligamannschaft – abgesehen von einem kurzzeitigen Intermezzo in der dritten Liga ab 1987 – nur noch zwischen der obersten Amateurliga (CFA) und der sechstklassigen Division d’Honneur. Die erste Frauenelf des Vereins hingegen gehört seit 2014 ununterbrochen der zweiten Liga (Division 2 Féminine) an, in der sie auch 2022/23 weiter vertreten ist.
Die Vereinsfarben sind Schwarz und Gold; Klubpräsident ist derzeit Roland Beaumanoir. Die Ligaelf spielt im Stade de Marville und wird trainiert von Pierre-Yves David. In der Saison 2013/14 tritt die USSM im viertklassigen CFA an.

## Geschichte
Gegründet wurde der Verein 1902 von aus beruflichen Gründen in der Hafenstadt Saint-Malo ansässigen Engländern. Er trat der Union des sociétés françaises de sports athlétiques, dem ältesten und größten der seinerzeit konkurrierenden Verbände, bei. Bereits 1905, erneut 1907 und dann jährlich von 1910 bis 1914 wurde die US Saint-Servan im permanenten Duell mit Stade Rennais UC westfranzösischer Meister der USFSA und qualifizierte sich damit für die Endrunden um die landesweite Verbandsmeisterschaft (championnat de France). 1910 stieß sie darin nach Siegen über UC Le Mans und Stade Français Paris ins Halbfinale vor, scheiterte dann aber am anschließenden Meister US Tourcoing. 1911, 1912 und 1913 jeweils im Viertelfinale ausgeschieden, erreichte sie 1914 erneut die Vorschlussrunde – und verlor wiederum gegen den späteren Champion, der diesmal Olympique Lille hieß. Sieben Spieler von Saint-Servan und vier von Rennes bildeten die Équipe de l'Ouest, die 1911 den ersten, von der USFSA organisierten Frankreichpokal für Regionalauswahlmannschaften gewann.
Nach dem Ersten Weltkrieg hatte die USSM ihre größten Erfolge im Pokal, dem einzigen landesweiten Wettbewerb bis zur Einführung des Professionalismus (1932). Siebenmal stand sie in der Runde der letzten 16 Mannschaften (1920, 1921, 1927, 1928, 1929, 1931, 1932) und 1924 sogar im Viertelfinale, in dem sie dem FC Rouen unterlag. In dem aufgrund der Kriegsbedingungen eingeschränkten Pokal 1940/41 erreichte sie gleichfalls das Viertelfinale der besetzten Zone.
1933 bewarb sie sich für die neu eingerichtete zweite Profi-Division und benannte sich offiziell in US Saint-Servan-Saint-Malo um. Nachdem sie diese erste Saison auf Rang 11 der Nordgruppe abgeschlossen hatte, zog sie sich zu Beginn der Spielzeit 1934/35 aus dem professionellen Fußball zurück.
Seit dem Ende des Zweiten Weltkriegs gelang der US lediglich 1949 und 2016 noch einmal ein Achtel-, dazu 1961 ein Sechzehntelfinaleinzug im französischen Pokalwettbewerb. Auch seine kurzzeitige Drittligazugehörigkeit liegt bereits mehr als zwei Jahrzehnte zurück.
Heutzutage besitzt der Amateurverein neben der Männer- eine Frauenfußball-Abteilung. Deren Ligaelf stieg 2014 in die zweithöchste Spielklasse auf, der sie auch 2016/17 angehört.

## Ligazugehörigkeit
Profistatus hat die USSSSM lediglich von 1933 bis Spätsommer 1934 besessen. Erstklassig (Division 1, seit 2002 in Ligue 1 umbenannt) spielte der Klub bisher noch nie.

## Erfolge
- Französischer Meister: Fehlanzeige (aber Halbfinalist im Championnat de France der USFSA 1910, 1914)
- Französischer Pokalsieger: Fehlanzeige (aber Viertelfinalist 1924)

## Für den Verein wichtige Ehemalige
- José Arribas, Trainer ab 1952
- Jean Grumellon, Spieler aus der Vereinsjugend und erneut am Ende seiner Karriere bei USSM
- Ernest Guéguen, 1913 erster bretonischer A-Nationalspieler für Frankreich – und einziger für USSSSM
- Ferenc Hirzer, Spieler 1933–1935
- Károly Sós, Spieler 1933–1935
- Alex Thépot, Spieler um 1936–1939
- Paul Wartel, Trainer 1933/34